# Sigrid Bolkéus
Sigrid Eriksdotter Bolkéus, född 20 mars 1941 i Gargnäs kyrkobokföringsdistrikt i Västerbottens län, är en svensk socialdemokratisk politiker, som mellan åren 1988 och 1998 var riksdagsledamot för Gävleborgs läns valkrets.